# Bądź światoczuły
„Bądź światoczuły” − singel Eweliny Flinty nagrany w lipcu 2008 roku dla Klubu Światoczułych, którego artystka jest ambasadorką. Piosenka była częścią kampanii Bądź światoczuły. Autorami muzyki są Ewelina Flinta i Radek Zagajewski, natomiast autorem słów jest Piotr Bukartyk.
Piosenkarka premierowo wykonała utwór podczas ósmej edycji konkursu firmy Bayer „Ekologia w Obiektywie”. Do piosenki został wydany teledysk. 

## Informacje o utworze
Utwór „Bądź światoczuły” został wydany w lipcu 2008 roku. Autorem tekstu jest Piotr Bukartyk. Piosenkarka powiedziała o piosence: 

„Rozsiadł się człowiek Ziemi na głowie, ani ją lubi ani dba. Gapi się w niebo, szuka tam czegoś, choć wokół siebie wszystko ma” – tak zaczyna się piosenka. Zależało mi, aby tekst nie był mdły, ale mocny, silnie trafiający do wyobraźni. Miał klarowne przesłanie – bądźmy dla Ziemi, natury czuli. Ten utwór pisany był z myślą o akustycznej aranżacji, tak, by słuchacz usłyszał jak najwięcej naturalnych dźwięków. Nie ma żadnej elektroniki, loopów… Słychać gitarę akustyczną, skrzypce, akordeon… Inspiracją do aranżacji była muzyka folkowa. Dlaczego?  Bo eko silnie kojarzy mi się z etno. Piosenka nosi prosty tytuł-credo: „Bądź światoczuły”.